# 農業立地論
農業立地論（のうぎょうりっちろん）は、利益を最大化するためにはどの場所で農業を展開させるべきか考察した経済地理学の理論の1つである。現代でも著名な古典的な研究としてチューネンの『農業と国民経済に関する孤立国』が挙げられる。

## チューネンの農業立地論
19世紀のドイツでは農政改革が行われ、資本家が労働者を雇用して農業を行うようになったため、効率的な農法の考案が期待されていた。農学者のテーアは輪栽式農業の普及を提案したが、チューネンは輪栽式農業が常には有効ではないと考え、この証明として『農業と国民経済に関する孤立国』（以下、『孤立国』）を著した。
『孤立国』では土壌の肥沃さの違いは考慮されず、農業方式別での農地分布は都市からの距離のみに依存するとモデル化のうえ農業立地が検討され、チューネン圏が考案された。チューネン圏では、都市の周囲は自由式農業、林業、輪栽式農業、穀倉式農業、三圃式農業、牧畜の順に同心円状に囲まれている。これは、都市から離れていくにつれ運送費が上がるため、都市近郊では収益性の高い産業が卓越し、都市から離れていくにつれ収益性が低下するためである。

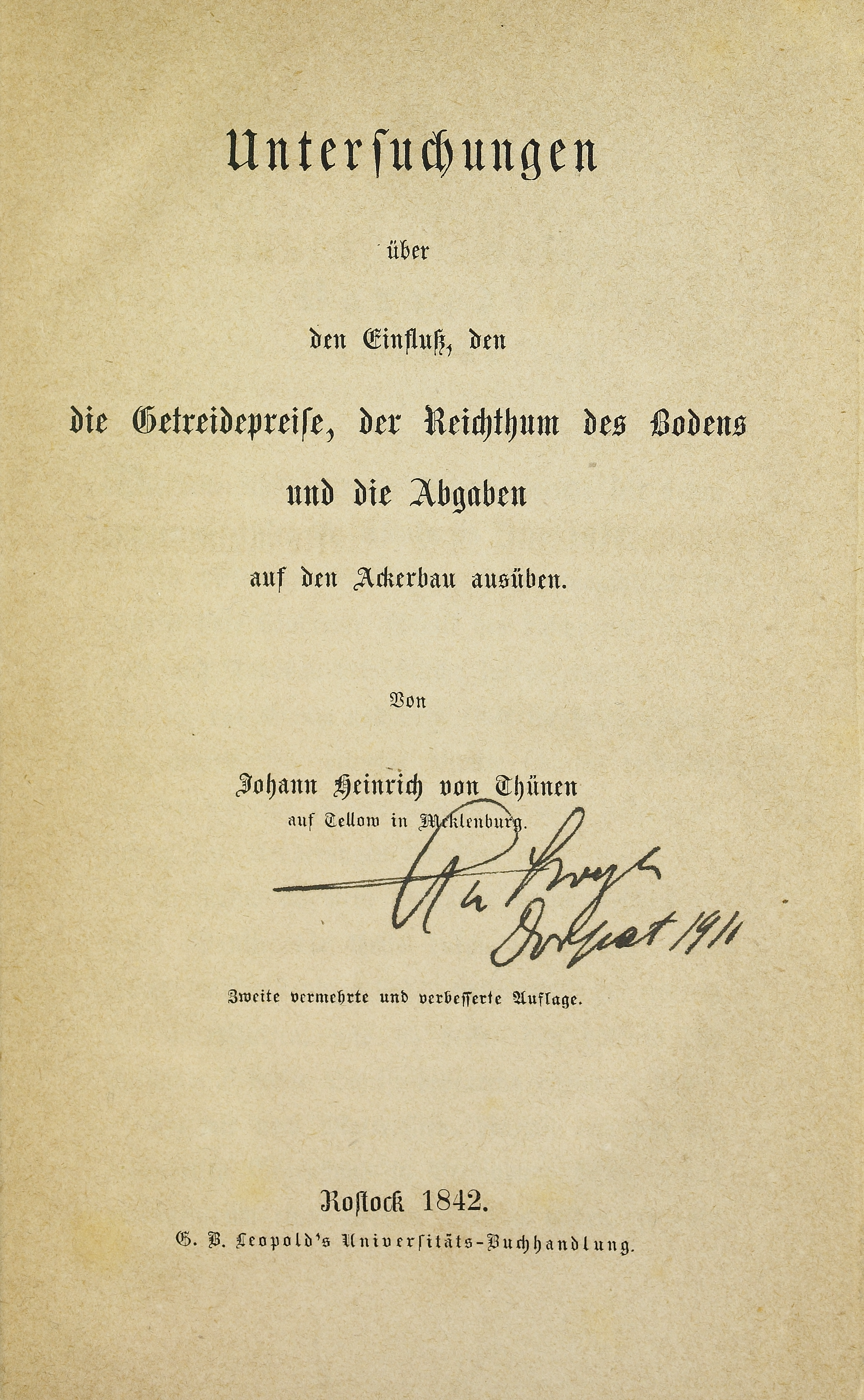
Untersuchungen uber den Einfluss, den die Getrieidepreise, der Reichthum des Zodens und die Abgaben auf den Ackerbau ausuben, 1842

彼の「孤立国」の理論の中で、彼はアダム・スミスの「経済人」、即ち農民は彼の農場から上がる利益（「経済地代」）を最大化することを期待する、という着想から出発した。チューネンは地主として、そのような収益は土地の表面の最適な利用法と輸送費とに依存することを知っていた。利益に対するこの2つの変数の影響に専念するとき、他の要因を取り除くことは、均質な--そして孤立した--国、即ち中心にあるただ1つの支配的な市場を持った、国際関係の無い、円形の、全く拡大することの無い平面に帰着する。穀物は、固定した市場価格を持つ唯一の農産物である。周囲の田園地帯の経済は、各産業がそれによって最適な利益をもたらすようなやり方による経済行動に応じて再配置されなければならない。
この着想のもとで、工業化の前に作られたチューネンの農地モデルは、以下の単純化の仮定を設けた:
- 都市は「孤立国」の中央にある。都市では製品を固定された価格で販売する。
- 孤立国は荒地によって囲まれている。
- 土地は完全に平坦であり、川や山が無い。
- 地質や気候は一貫している。
- 孤立国には道路は存在しない。農民は牛車を用いて、自分達の生産した商品を農場から中央にある都市へ向かって直線的に輸送する。
- 農民は合理的に振る舞うことで、自らの利潤、すなわち総収入から輸送費と農場への地代の支払及び生産自体の費用を取り除いた額を最大にする。

このとき、ある土地の利用法は、市場への輸送費と、農民が支払いうる地代（これは収穫によって決定されるが、ここでは場所に関わらず一定とする）との関数によって表現される。
農場から市場への輸送費は市場からの距離および生産物の重量に正比例する。一方で商品を販売した時に農民が支払い得る地代は生産された場所にかかわらず一定であるから、同じ作物を1単位面積の農場から生産したときの利潤は市場からの距離の増加につれて減少するであろう。

チューネン圏のモデル: 中央の黒点が都市、1（白）は酪農と園芸農業、2（緑）は林業と薪炭業、3（黄）は穀作、畑作農業、4（赤）牧畜、さらに外側の濃緑は、農業が採算性をもたない原野を示す。

彼の分析では、こうした仮定のもとで行われる孤立国での農業活動は、都市を中心とした4つの同心円、いわゆるチューネンの輪で表されることを明らかにした。
1. 都市に隣接した酪農業および集約農場。野菜、果物、牛乳やその他の乳製品は市場で速やかに取引を行わなければならないため、これらは都市に隣接して生産されるだろう。
2. 材木や薪は、燃料や建築資材のために、第2の輪の中で生産されるだろう。木材は暖房や調理の燃料のために非常に重要だが、非常に重く、輸送が難しいため、都市に近接したところに位置する。
3. 第3の帯域では、穀物のような広範囲の畑作物から成る。穀物は乳製品より長持ちし、燃料より遥かに軽く、輸送費を減少させるため、都市からより遠い所に位置することができる。
4. 牧場は最後の輪に位置する。動物は自己輸送できるため、都市から遠くても飼育することができる。動物は、販売や屠殺のために中央の都市まで歩くことができる。
5. 第4の輪の外には荒地が横たわるが、これは、いかなる種類の農業生産にとっても中央の都市からの距離が大き過ぎる。
チューネンの輪は、産業革命が地面の上のパターンを汚す前の欧州の経済史と欧州の植民地主義を明らかにした、フェルナン・ブローデルの『文明と資本主義』のような経済史に対して特に有用であることを示した。

### チューネンのモデルにおける、農地利用帯の理想的パターン
チューネンは上記の結論を、都市からの距離と位置地代の推移を分析することにより導き出した。
位置地代とはチューネンによる議論の中で用いられる用語だが、土地の価値と等価であると理解されている。それは、農民が損失を出すことなく、土地を使用するために支払うことのできる最大額に相当する。それは以下の方程式で定義できる:
L = Y(P － C) － YDF
ここで、
- L : 位置地代（DM / km2）
- Y : 生産量（t / km2）
- P : 作物の市場価格（DM / t）
- C : 作物の生産費（DM / t）
- D : 市場からの距離（km）
- F : 輸送費（DM / t/ km）

例えば、1,000t/km2の生産量、市場において100DM/tの固定価格をもつ生産物の位置地代を取り上げよう。生産費と輸送費はそれぞれ、50DM/tと1DM/t/kmとする。このとき、市場の近傍では輸送費は0であり、位置地代は収入から生産費だけを取り除いた額に等しいから、50,000DM/km2である。一方で市場から離れていくと輸送費がかかるようになっていくため、位置地代は市場から10kmで40,000DM/km2、市場から30kmでは20,000DM/km2と減少していく。そして各農民が農地に対して支払おうとする金額は縮小し、土地の価格は結果として下落するだろう。
ある作物を生産したときの位置地代はこのようにして求められるが、チューネンはある作物の作付けは、都市からのある距離内においてのみ有益である、つまりその生産が有益であるような市場からの距離が存在すると結論した。これは都市からの距離が増していくと、地代を全く支払えなくなるまで輸送費が増加するか、または、他のより低い輸送費を持った生産物があったならば、そちらの作物を生産した時に支払える位置地代が、ある作物を生産した時の位置地代より高くなることで、土地へのコストがその作物を生産するのに対してかかりすぎるようになるからである。
例えば、上述の作物を作物1として、もう一つの作物として1,000t/km2の生産量、市場において80DM/tの固定価格をもつが、生産費と輸送費がそれぞれ、40DM/tと0.5DM/t/kmである作物2を考えよう。このとき、位置地代は市場の近傍で40,000DM/km2、市場から10kmで35,000DM/km2、市場から30kmでは25,000DM/km2となる。このとき作物1と作物2の位置地代を比較すると、市場の近傍、10kmでは作物1の方が位置地代が高いが、30kmまで行くと作物2の位置地代が逆転している。ここで各地点において、最も高い位置地代を支払った農家がその土地で作物を生産できるとすれば、10kmと30kmの間のある地点（20km）までは作物1の方が位置地代が高く、それより遠くでは作物2の方が位置地代が高くなるため、都市から20km地点までは作物1、その地点より遠くでは作物2が生産される同心円状の土地利用パターンが実現する。また都市から80kmまで行くと作物2の位置地代は0となり、それより遠くでは、農家はもはや位置地代を支払得ないため、作物2も生産できる距離が決まっていることがわかる。
チューネンは輸送費を直接市場に帰したので（"Luftlinie" = 空中線）、孤立国においては環状の土地利用帯--チューネンの輪--が実現する。

### 適用と批判
地理学における他の多くのモデルのように、チューネンのモデルはその限定的性質から頻繁に批評された。しかし、そのモデルの基礎的条件は、それぞれの場合の現実のわずかな修正により近似させることができた。円形のパターンはただ1つの市場と中心から走る排他的な輸送費の勾配に帰することができるが、これは多くの考え得る幾何学的な初期状態のただ1例に過ぎない。もし他の自然の風景や輸送ルートが存在したならば、土地利用帯は縞状に形成されるだろう。もしいくつかの市場が存在したならば、利用帯のグループが各市場の周囲に形成されるだろう。
この論に対する正当な反論は、いかなる生産利潤もないことに対しての論及である。チューネンの理論では、異なる農業的利用は、その生産物特有の供給/支出関係から生じる最適な位置をめぐって競争する。競争力は位置地代を通じて間接的に測定可能になる。しかし、生産費とその位置特有の輸送費を控除した後は、市場利益はもはや残らない。チューネンのモデルは農民たちの間での完全な自給自足という考えに通じる。
チューネンの「経済地代」という着想は--他の特性を無視して--専ら経済的に合理的な知覚に支配された、帯域の利用を説明することを試みた。可能な消費者が最終的に、位置の選択について決定的な役割を演ずる。それと同時に、可能な提示の利用域分割に通じる、すべての潜在的位置の評価が解き放たれる。しかし、この単純に展開された空間・レストラン・モデルは、費用に打ち勝つ空間の変化に敏感に反応する。しかしそれにもかかわらず、これは地理的な問題や方法論において、その普遍性により高い価値を持っている。
また経済学においてはこの業績は長い間忘れ去られていたものの、ウォルター・アイザードやウィリアム・アロンゾ、エドウィン・ミルズらによって都市を都市内の住民が通勤する地点（中心業務地区、CBD）に、輸送費を通勤費に置き換えることで、チューネンの地代を用いた理論（付け値地代理論）は都市内立地の分析にたいしても有効な分析手段となることが示された。こうした分析は都市経済学として経済学の一分野を形成し、1970年代以降多くの研究が行われている。また彼の地代の議論は古典派経済学の前提に基づいて行われているが、デイヴィッド・リカードの差額地代論を推し進め、現代的な（近代）経済学における限界生産力理論に通じる最初の理論の一つであると考えられている。
一方で経済学の立場からのチューネンの孤立国理論に対する有力な批判としては、「都市」、即ち市場の存在を自明のものとして取り扱っていることが挙げられる。つまり彼の理論では都市の周辺における農業土地利用パターンがどのようにして発生するかは説明しているものの、そもそもなぜそこに農作物を販売出来る都市が存在するかということは説明されないのである。この点を説明する理論としては、1990年代以降空間経済学あるいは新経済地理学と呼ばれる分野が展開されており、都市の存在と都市周辺での農業立地がいずれも経済システムから内生的に決定されるような理論も開発されている。
なお、チューネンによる考案の後にブリンクマンやダンが農業立地論を提案している。

## 現代社会での農業立地論
現代では、輸送技術や交通網の発展により農産物の鮮度を保ったまま遠隔地まで輸送できるようになり、産地間での競争が激しくなっているため、チューネン圏で農業立地を考察することは困難である。しかし、古典的な農業立地論を修正することで現実社会への適用を可能とさせ、農業生産の方向性を検討するための手段として農業立地論を活用することができる。
また、チューネン理論は都市内部土地利用理論の形で、都市の内部構造の分析に応用することができる。地代付け値曲線を考え、それぞれの地域で、地代が最大になる土地利用が主となり、土地利用が同心円状になるとされる。
また、チューネンモデルをフードシステムの基礎理論として考えられる場合もある。チューネンモデルは自然環境、農業政策、国際貿易の影響を考慮しないモデルであり生産、流通、消費だけを考えているが、この部分はフードシステムの核心の部分と一致している。